# Mrzla Planina
Mrzla Planina este o localitate din comuna Sevnica, Slovenia, cu o populație de 127 de locuitori.